# Dead or Alive 2
Dead or Alive 2 (DOA2) es un videojuego del género de lucha desarrollado por el equipo de Tecmo, Team Ninja. Se mejoraron los gráficos y jugabilidad ya que se basó en un motor de juego mejor, lo que permitió a los personajes y los escenarios para parecer más detallados. La historia involucraba una continuación narrativa del Dead or Alive original.
Una popular y comúnmente discutida característica, añadida por Tomonobu Itagaki, fue el nivel de detalle gráfico de Tecmo puesto en la animación de los pechos de los personajes femeninos y a los personajes masculinos les aumentaron las partes bajas. Estas características aumentaron la popularidad del juego, especialmente en Japón.
- Datos: Q2332733